# Catacomba di Ponziano
La catacomba di Ponziano è una catacomba di Roma, posta al secondo miglio della via Portuense, all'interno della collina di Monteverde, nel moderno quartiere Gianicolense.

## Toponimo
Il nome del cimitero deriva da quello del proprietario del terreno in cui esso fu scavato. Antonio Bosio, nel XVI secolo, pensò che questo Ponziano non fosse altro che il personaggio che dette ospitalità a papa Callisto I a Trastevere, durante la persecuzione di Alessandro Severo (222-235).
Nelle fonti antiche la denominazione completa della catacomba è “Cimitero di Ponziano ad ursum pileatum sulla via Portuense”, ossia cimitero presso l'orso con il berretto frigio, ad indicare o l'insegna di una locanda o qualche altra conformazione del terreno che rimandava a questo animale, con il copricapo orientale.

## Storia
Il cimitero consisteva in una serie di gallerie ipogee, su più livelli, e di una vasta necropoli nel sopraterra. Oggi di tutto questo resta ben poco, devastata in passato dai corpisantari, e crollata in molti punti per la fragilità del tufo: un solo livello sotterraneo è percorribile (risalente alla fine del III o agli inizi del IV secolo); delle strutture del sopraterra non restano tracce, e le poche trovate agli inizi del XX secolo non sono state identificate. Questa è una catacomba che necessita ancora di ulteriori scavi e di approfonditi studi.
La catacomba fu utilizzata fino in epoca tarda: il Liber Pontificalis parla del restauro effettuato da papa Niccolò I nella seconda metà del IX secolo. Fu scoperta da Antonio Bosio, che la descrive nella sua Roma sotterranea, il 29 luglio 1618; un suo collaboratore, Francesco Contini, scoprì il cosiddetto cubicolo del Navicellario. Una più approfondita serie di studi e scavi fu operata nel 1883 da Mariano Armellini. Tra il 1917 ed il 1924 fu scoperta la necropoli in superficie, in occasione di scavi per la costruzione di edifici moderni.

## Martiri
Le fonti antiche attestano la presenza di diversi martiri sepolti nel nostro cimitero, sia in superficie che sottoterra. La guida per pellegrini del VII secolo, la Notitia ecclesiarum urbis Romae, descrive il percorso che dovevano seguire i devoti per sostare davanti alle tombe venerate dei martiri. Seguiamo il medesimo percorso:
- la visita iniziava nel sopraterra dalla chiesa (ecclesia) di santa Candida, la cui identificazione è ancora incerta;
- poi il pellegrino era invitato a scendere nella catacomba (antrum) ove c'erano molti martiri, tra cui Pigmenio e Milex, Vincenzo e Quirino; di questi due ultimi l'identificazione è incerta;
- in seguito il visitatore doveva uscire (tunc ascendis) per fermarsi davanti al mausoleo di Sant'Anastasio I (morto nel 401) e al sepolcro del martire Pollione;
- si passava poi alla grande chiesa dedicata ai martiri principali di Ponziano, ossia Abdon e Sennen; questa chiesa fu fatta costruire da papa Damaso nel IV secolo, e fu restaurata più volte nel IX secolo;
- la visita terminava con il secondo mausoleo, dedicato a Sant'Innocenzo I (morto nel 417), successore di Anastasio.

## Topografia e descrizione
Il luogo più suggestivo ed interessante della catacomba, che rappresenta un unicum nei cimiteri ipogei romani, è il cosiddetto battistero sommerso, scoperto dal Bosio, risalente al VI-VII secolo. Una doppia rampa di scale monumentali conduce ad un ambiente di forma quasi quadrata, con pareti interamente decorate, ed una piscina con acqua naturale. Le pareti intonacate hanno occultato precedenti loculi, segno che quest'ambiente in origine era una cappella funeraria, trasformata poi in battistero in memoria dei martiri Abdon e Sennen.
Nella parete di fondo è affrescato il Battesimo di Cristo, con le figure di Giovanni Battista, dello Spirito Santo sotto forma di colomba, di una cerva che si disseta all'acqua e di un angelo. Sotto è dipinta una croce gemmata, da cui spuntano fiori di rosa. Nella parete di sinistra è dipinta la Coronatio di Abdon e Sennen: i due martiri, con le mani rivolte al cielo, ed affiancati da Milex e Vincenzo, ricevono da Cristo la corona del martirio. Nella volta della scala che scende alla piscina sono affrescati due Cristo pantocratore, nello stile tipico della iconografia bizantina.